# فهرست انتخابات‌های ریاست مجلس شورای اسلامی
انتخابات برای تعیین رئیس مجلس شورای اسلامی، در جریان انتخابات هیئت رئیسه مجلس شورای اسلامی، و با رأی اکثریت مطلق نمایندگان مجلس است. نمایندگان مجلس در آغاز هر دوره، با انتخاب هیئت رئیسه موقت، بررسی اعتبارنامه‌های نمایندگان منتخب را آغاز می‌کنند و پس از آنکه اعتبارنامه حداقل دوسوم نمایندگان به تصویب رسید، انتخابات هیئت رئیسه دائم انجام می‌شود. به جز دورۀ نخست که به علت عدم تدوین آیین‌نامه داخلی، بدون هیئت رئیسه موقت شروع به کار کرد، در دوره‌های بعدی مجلس، هیئت رئیسه موقت نمایانگر ترکیب هیئت رئیسه دائم مجلس بود چرا که در بیشتر اجلاسیه‌ها، انتخابات هیئت رئیسه دائم و موقت با تغییر اندکی انتخابی مواجه بود به طوری که در اکثر دوره‌ها، اعضای هیئت رئیسه تنها با کم و زیاد شدن چند رأی در انتخابات هیئت رئیسه دائم، در سمت خود ابقاء شده‌اند. این روند از سال ۱۳۹۷ با اصلاح آیین‌نامه داخلی مجلس تغییر کرد و هیئت رئیسه موقت حذف شد. بنابراین فقط دوره‌های دوم تا دهم دارای هیئت رئیسه موقت بودند.
در مقایسه میان اجلاسیه‌های اول و دوم دوره‌های مختلف مجلس مشاهده می‌شود که علی لاریجانی در دوره‌های هشتم و دهم با کسب ۲۳۷ رأی، بیشترین رأی مثبت را از نمایندگان گرفته است. رتبه بعدی از آن اکبر هاشمی رفسنجانی در دوره سوم و محمدباقر قالیباف در دوره یازدهم است، که هر دوی آنها توانستند ۲۳۰ رأی را به خود اختصاص دهند. علی‌اکبر ناطق نوری در مجلس پنجم در فاصله اجلاسیه اول تا دوم، توانست ۶۵ رأی مثبت بیشتر در سبد رأی خود کسب کند. او رکورددار بالاترین کسب رأی در مقایسه اجلاسیه‌های دوم و اول، در میان رئیسان مجلس است. پس از او هاشمی رفسنجانی در مجلس سوم قرار دارد. هاشمی رفسنجانی نیز در اجلاسیه دوم از مجلس سوم، ۴۳ رأی بیشتر نسبت به اجلاسیه اول کسب کرد. سکوی سوم در این روند مقایسه‌ای، به نام علی لاریجانی است. لاریجانی در اجلاسیه دوم مجلس نهم توانست ۴۰ رأی بیشتر را با خود همراه سازد. در این میان، غلامعلی حداد عادل رئیس مجلس هفتم با بیشترین ریزش آرا همراه شده بود. او همچنین رکوردار کسب رأی منفی از نمایندگان در اجلاسیه دوم در میان ادوار مجلس است. حداد عادل در سال اول مجلس هفتم، با ۲۲۶ رأی به ریاست رسید. وی هر چند در انتخابات سال دوم مجلس هفتم هم موفق شد ریاستش را تمدید کند، اما سبد رأی‌اش در سال دوم کمی سبک‌تر شد. حداد عادل در اجلاسیه دوم توانست تنها ۱۶۰ نماینده را با خود همراه کند، که گویای تمدید ریاست با ۶۶ رأی کمتر است. همچنین محمدباقر قالیباف تاکنون ثابت‌ترین آراء را با ۲۳۰ رأی داشته است که ناشی از ترکیب یک‌دست مجلس و توافقات درون‌جناحی است.
بررسی انتخابات‌های دوره‌های مختلف مجلس نشان می‌دهد نماینده‌ای که در روز نخست هر دوره، به ریاست مجلس می‌رسد، تا روز پایانی مجلس نیز در این جایگاه باقی می‌ماند و پیروز انتخابات ریاست مجلس در روز نخست، پیروز این رقابت در رأی‌گیری اجلاسیه‌های دوم، سوم و چهارم نیز خواهد بود. در یک مورد استثنایی که درون دورهٔ چهارسالهٔ مجلس، مجلس شاهد ریاست دو رئیس متفاوت بود، علت ناتوانی رئیس روز نخست در حفظ کرسی ریاست در انتخابات اجلاسیه‌های بعد نبود بلکه که اکبر ‌هاشمی رفسنجانی به عنوان رئیس اجلاسیهٔ دومِ مجلس سوم، به عنوان رئیس‌جمهور ایران انتخاب شد و با توجه به کناره‌گیری او از نمایندگی مجلس، مهدی کروبی نایب‌رئیس اول وقت با رأی نمایندگان به عنوان رئیس جدید انتخاب شد. به‌جز این استثنا، حتی در دوره‌هایی که تعداد چهره‌های شاخص و مدعی کرسی ریاست، بیش از یک نفر بوده نیز کسی که از نخستین رقابت به عنوان فرد پیروز خارج شده، تا پایان چهارسال در همان جایگاه باقی‌مانده و سه نوبت دیگر نیز رقیب سرسختش را کنار زده است. علی لاریجانی با ۱۵ پیروزی، و اکبر هاشمی رفسنجانی با ۱۲ پیروزی در انتخابات‌های ریاست مجلس، رکورددار هستند. هر دوی آن‌ها، تمام دوران نمایندگی خود را به عنوان رئیس مجلس سپری کردند. مهدی کروبی تنها رئیس مجلس است که در دوره‌های مجزا (دوره‌های سوم و ششم) به ریاست رسید. همچنین علی‌اکبر ناطق نوری، تنها رئیس مجلس است که پیش از رسیدن به ریاست مجلس، سابقهٔ شکست در انتخابات (در برابر مهدی کروبی) داشته و نیز غلامعلی حداد عادل تنها رئیس مجلس است که در انتخابات‌های دوره‌های بعدتر (در برابر علی لاریجانی) شکست خورد. انتخابات‌های برگزارشده برای ریاست مجلس در تمام اجلاسیه‌های دوره‌های دوم، چهارم، ششم و هشتم، تنها با یک نامزد برگزار شد.

## دوره نخست
| ر.         | نامزد      | نامزد               | حوزهٔ انتخابیه      | حزب           | فراکسیون   | حمایت فراکسیون | تعداد آراء       |
| ---------- | ---------- | ------------------- | ------------------ | ------------- | ---------- | -------------- | ---------------- |
| ۱          |            | اکبر هاشمی رفسنجانی | تهران، ری و شمیران | جمهوری اسلامی | حزب‌الله    | —              | ۱۴۶ از ۱۹۶ (۷۴٪) |
| ۲          |            | حسن حبیبی           | تهران، ری و شمیران | جمهوری اسلامی | حزب‌الله    | —              | ۲۰ از ۱۹۶ (۱۰٪)  |
| ۳          |            | علی گلزاده غفوری    | تهران، ری و شمیران | —             | —          | —              | ۱۵ از ۱۹۶ (۸٪)   |
| ۴          |            | مهدی بازرگان        | تهران، ری و شمیران | نهضت آزادی    | همنام      | —              | ۱۲ از ۱۹۶ (۶٪)   |
| آرای باطله | آرای باطله | آرای باطله          | آرای باطله         | آرای باطله    | آرای باطله | آرای باطله     | ۳ از ۱۹۶ (۲٪)    |

| ر.         | نامزد      | نامزد               | حوزهٔ انتخابیه      | حزب           | فراکسیون   | حمایت فراکسیون | تعداد آراء       |
| ---------- | ---------- | ------------------- | ------------------ | ------------- | ---------- | -------------- | ---------------- |
| ۱          |            | اکبر هاشمی رفسنجانی | تهران، ری و شمیران | جمهوری اسلامی | حزب‌الله    | —              | ۱۴۰ از ۱۶۷ (۸۴٪) |
| آرای باطله | آرای باطله | آرای باطله          | آرای باطله         | آرای باطله    | آرای باطله | آرای باطله     | ۲۷ از ۱۶۷ (۱۶٪)  |

| ر.         | نامزد      | نامزد               | حوزهٔ انتخابیه      | حزب           | فراکسیون   | حمایت فراکسیون | تعداد آراء       |
| ---------- | ---------- | ------------------- | ------------------ | ------------- | ---------- | -------------- | ---------------- |
| ۱          |            | اکبر هاشمی رفسنجانی | تهران، ری و شمیران | جمهوری اسلامی | حزب‌الله    | —              | ۱۶۷ از ۱۸۸ (۸۹٪) |
| آرای باطله | آرای باطله | آرای باطله          | آرای باطله         | آرای باطله    | آرای باطله | آرای باطله     | ۲۱ از ۱۸۸ (۱۱٪)  |

| ر.         | نامزد      | نامزد               | حوزهٔ انتخابیه      | حزب           | فراکسیون   | حمایت فراکسیون | تعداد آراء       |
| ---------- | ---------- | ------------------- | ------------------ | ------------- | ---------- | -------------- | ---------------- |
| ۱          |            | اکبر هاشمی رفسنجانی | تهران، ری و شمیران | جمهوری اسلامی | حزب‌الله    | —              | ۱۶۵ از ۱۸۴ (۹۰٪) |
| آرای باطله | آرای باطله | آرای باطله          | آرای باطله         | آرای باطله    | آرای باطله | آرای باطله     | ۱۹ از ۱۸۴ (۱۰٪)  |

## دوره دوم
| ر.         | نامزد      | نامزد               | حوزهٔ انتخابیه      | حزب           | فراکسیون   | حمایت فراکسیون | تعداد آراء       |
| ---------- | ---------- | ------------------- | ------------------ | ------------- | ---------- | -------------- | ---------------- |
| ۱          |            | اکبر هاشمی رفسنجانی | تهران، ری و شمیران | جمهوری اسلامی | حزب‌الله    | —              | ۱۹۶ از ۲۰۵ (۹۶٪) |
| آرای باطله | آرای باطله | آرای باطله          | آرای باطله         | آرای باطله    | آرای باطله | آرای باطله     | ۹ از ۲۰۵ (۴٪)    |

| ر.         | نامزد      | نامزد               | حوزهٔ انتخابیه      | حزب           | فراکسیون   | حمایت فراکسیون | تعداد آراء       |
| ---------- | ---------- | ------------------- | ------------------ | ------------- | ---------- | -------------- | ---------------- |
| ۱          |            | اکبر هاشمی رفسنجانی | تهران، ری و شمیران | جمهوری اسلامی | حزب‌الله    | —              | ۱۸۱ از ۱۸۹ (۹۶٪) |
| آرای باطله | آرای باطله | آرای باطله          | آرای باطله         | آرای باطله    | آرای باطله | آرای باطله     | ۸ از ۱۸۹ (۴٪)    |

| ر.         | نامزد      | نامزد               | حوزهٔ انتخابیه      | حزب           | فراکسیون   | حمایت فراکسیون | تعداد آراء       |
| ---------- | ---------- | ------------------- | ------------------ | ------------- | ---------- | -------------- | ---------------- |
| ۱          |            | اکبر هاشمی رفسنجانی | تهران، ری و شمیران | جمهوری اسلامی | حزب‌الله    | —              | ۲۰۰ از ۲۲۸ (۸۸٪) |
| آرای باطله | آرای باطله | آرای باطله          | آرای باطله         | آرای باطله    | آرای باطله | آرای باطله     | ۲۸ از ۲۲۸ (۱۲٪)  |

| ر.         | نامزد      | نامزد               | حوزهٔ انتخابیه      | حزب           | فراکسیون   | حمایت فراکسیون | تعداد آراء       |
| ---------- | ---------- | ------------------- | ------------------ | ------------- | ---------- | -------------- | ---------------- |
| ۱          |            | اکبر هاشمی رفسنجانی | تهران، ری و شمیران | جمهوری اسلامی | حزب‌الله    | —              | ۱۷۹ از ۲۲۴ (۸۰٪) |
| آرای باطله | آرای باطله | آرای باطله          | آرای باطله         | آرای باطله    | آرای باطله | آرای باطله     | ۴۵ از ۲۲۴ (۲۰٪)  |

| ر.         | نامزد      | نامزد               | حوزهٔ انتخابیه      | حزب           | فراکسیون   | حمایت فراکسیون | تعداد آراء       |
| ---------- | ---------- | ------------------- | ------------------ | ------------- | ---------- | -------------- | ---------------- |
| ۱          |            | اکبر هاشمی رفسنجانی | تهران، ری و شمیران | جمهوری اسلامی | حزب‌الله    | —              | ۱۸۳ از ۲۳۰ (۸۰٪) |
| آرای باطله | آرای باطله | آرای باطله          | آرای باطله         | آرای باطله    | آرای باطله | آرای باطله     | ۴۷ از ۲۳۰ (۲۰٪)  |

## دوره سوم
| ر.         | نامزد      | نامزد               | حوزهٔ انتخابیه      | حزب           | فراکسیون   | حمایت فراکسیون | تعداد آراء       |
| ---------- | ---------- | ------------------- | ------------------ | ------------- | ---------- | -------------- | ---------------- |
| ۱          |            | اکبر هاشمی رفسنجانی | تهران، ری و شمیران | روحانیت مبارز | —          | —              | ۲۲۳ از ۲۳۷ (۹۴٪) |
| آرای باطله | آرای باطله | آرای باطله          | آرای باطله         | آرای باطله    | آرای باطله | آرای باطله     | ۴ از ۲۲۷ (۲٪)    |

| ر.         | نامزد      | نامزد               | حوزهٔ انتخابیه      | حزب           | فراکسیون   | حمایت فراکسیون | تعداد آراء       |
| ---------- | ---------- | ------------------- | ------------------ | ------------- | ---------- | -------------- | ---------------- |
| ۱          |            | اکبر هاشمی رفسنجانی | تهران، ری و شمیران | روحانیت مبارز | —          | —              | ۱۸۷ از ۱۹۲ (۹۷٪) |
| آرای باطله | آرای باطله | آرای باطله          | آرای باطله         | آرای باطله    | آرای باطله | آرای باطله     | ۵ از ۱۹۲ (۳٪)    |

| ر.         | نامزد      | نامزد               | حوزهٔ انتخابیه      | حزب           | فراکسیون   | حمایت فراکسیون | تعداد آراء       |
| ---------- | ---------- | ------------------- | ------------------ | ------------- | ---------- | -------------- | ---------------- |
| ۱          |            | اکبر هاشمی رفسنجانی | تهران، ری و شمیران | روحانیت مبارز | —          | —              | ۲۳۰ از ۲۴۱ (۹۵٪) |
| آرای باطله | آرای باطله | آرای باطله          | آرای باطله         | آرای باطله    | آرای باطله | آرای باطله     | ۱ از ۲۴۱ (۰٫۴٪)  |

| ر.         | نامزد      | نامزد             | حوزهٔ انتخابیه      | حزب            | فراکسیون   | حمایت فراکسیون | تعداد آراء       |
| ---------- | ---------- | ----------------- | ------------------ | -------------- | ---------- | -------------- | ---------------- |
| ۱          |            | مهدی کروبی        | تهران، ری و شمیران | روحانیون مبارز | خط امام    | —              | ۱۴۵ از ۲۴۱ (۶۰٪) |
| ۲          |            | علی‌اکبر ناطق نوری | تهران، ری و شمیران | روحانیت مبارز  | —          | —              | ۹۲ از ۲۴۱ (۳۸٪)  |
| ۳          |            | قاسم معماری       | اهر و هریس         | —              | —          | —              | ۱ از ۲۴۱ (۰٫۴٪)  |
| آرای باطله | آرای باطله | آرای باطله        | آرای باطله         | آرای باطله     | آرای باطله | آرای باطله     | ۳ از ۲۴۱ (۱٪)    |

| ر.         | نامزد      | نامزد             | حوزهٔ انتخابیه      | حزب            | فراکسیون   | حمایت فراکسیون | تعداد آراء       |
| ---------- | ---------- | ----------------- | ------------------ | -------------- | ---------- | -------------- | ---------------- |
| ۱          |            | مهدی کروبی        | تهران، ری و شمیران | روحانیون مبارز | خط امام    | —              | ۱۵۵ از ۲۲۹ (۶۸٪) |
| ۲          |            | علی‌اکبر ناطق نوری | تهران، ری و شمیران | روحانیت مبارز  | —          | —              | ۷۳ از ۲۲۹ (۳۲٪)  |
| آرای باطله | آرای باطله | آرای باطله        | آرای باطله         | آرای باطله     | آرای باطله | آرای باطله     | ۱ از ۲۲۹ (۰٫۴٪)  |

| ر.         | نامزد      | نامزد           | حوزهٔ انتخابیه      | حزب            | فراکسیون   | حمایت فراکسیون | تعداد آراء       |
| ---------- | ---------- | --------------- | ------------------ | -------------- | ---------- | -------------- | ---------------- |
| ۱          |            | مهدی کروبی      | تهران، ری و شمیران | روحانیون مبارز | خط امام    | —              | ۱۹۳ از ۲۳۰ (۸۴٪) |
| ۲          |            | علی موحدی ساوجی | تهران، ری و شمیران | روحانیت مبارز  | —          | —              | ۳۱ از ۲۳۰ (۱۳٪)  |
| آرای باطله | آرای باطله | آرای باطله      | آرای باطله         | آرای باطله     | آرای باطله | آرای باطله     | ۶ از ۲۳۰ (۳٪)    |

## دوره چهارم
| ر.         | نامزد      | نامزد             | حوزهٔ انتخابیه      | حزب           | فراکسیون   | حمایت فراکسیون | تعداد آراء       |
| ---------- | ---------- | ----------------- | ------------------ | ------------- | ---------- | -------------- | ---------------- |
| ۱          |            | علی‌اکبر ناطق نوری | تهران، ری و شمیران | روحانیت مبارز | —          | —              | ۲۰۳ از ۲۴۰ (۸۵٪) |
| آرای باطله | آرای باطله | آرای باطله        | آرای باطله         | آرای باطله    | آرای باطله | آرای باطله     | ۳۷ از ۲۴۰ (۱۵٪)  |

| ر.         | نامزد      | نامزد             | حوزهٔ انتخابیه      | حزب           | فراکسیون   | حمایت فراکسیون | تعداد آراء       |
| ---------- | ---------- | ----------------- | ------------------ | ------------- | ---------- | -------------- | ---------------- |
| ۱          |            | علی‌اکبر ناطق نوری | تهران، ری و شمیران | روحانیت مبارز | —          | —              | ۱۹۱ از ۲۳۰ (۸۳٪) |
| آرای باطله | آرای باطله | آرای باطله        | آرای باطله         | آرای باطله    | آرای باطله | آرای باطله     | ۳۹ از ۲۳۰ (۱۷٪)  |

| ر.         | نامزد      | نامزد             | حوزهٔ انتخابیه      | حزب           | فراکسیون   | حمایت فراکسیون | تعداد آراء       |
| ---------- | ---------- | ----------------- | ------------------ | ------------- | ---------- | -------------- | ---------------- |
| ۱          |            | علی‌اکبر ناطق نوری | تهران، ری و شمیران | روحانیت مبارز | —          | —              | ۱۹۵ از ۲۱۰ (۹۳٪) |
| آرای باطله | آرای باطله | آرای باطله        | آرای باطله         | آرای باطله    | آرای باطله | آرای باطله     | ۱۵ از ۲۱۰ (۷٪)   |

| ر.         | نامزد      | نامزد             | حوزهٔ انتخابیه      | حزب           | فراکسیون   | حمایت فراکسیون | تعداد آراء       |
| ---------- | ---------- | ----------------- | ------------------ | ------------- | ---------- | -------------- | ---------------- |
| ۱          |            | علی‌اکبر ناطق نوری | تهران، ری و شمیران | روحانیت مبارز | —          | —              | ۱۹۳ از ۲۲۸ (۸۵٪) |
| آرای باطله | آرای باطله | آرای باطله        | آرای باطله         | آرای باطله    | آرای باطله | آرای باطله     | ۳۵ از ۲۲۸ (۱۵٪)  |

| ر.         | نامزد      | نامزد             | حوزهٔ انتخابیه      | حزب           | فراکسیون   | حمایت فراکسیون | تعداد آراء       |
| ---------- | ---------- | ----------------- | ------------------ | ------------- | ---------- | -------------- | ---------------- |
| ۱          |            | علی‌اکبر ناطق نوری | تهران، ری و شمیران | روحانیت مبارز | —          | —              | ۲۱۴ از ۲۳۱ (۹۳٪) |
| آرای باطله | آرای باطله | آرای باطله        | آرای باطله         | آرای باطله    | آرای باطله | آرای باطله     | ۱۷ از ۲۳۱ (۷٪)   |

## دوره پنجم
| ر.         | نامزد      | نامزد             | حوزهٔ انتخابیه                  | حزب            | فراکسیون     | حمایت فراکسیون | تعداد آراء       |
| ---------- | ---------- | ----------------- | ------------------------------ | -------------- | ------------ | -------------- | ---------------- |
| ۱          |            | علی‌اکبر ناطق نوری | تهران، ری، شمیرانات و اسلامشهر | روحانیت مبارز  | حزب‌الله      | آری            | ۱۳۲ از ۲۴۱ (۵۵٪) |
| ۲          |            | عبدالله نوری      | تهران، ری، شمیرانات و اسلامشهر | روحانیون مبارز | مجمع حزب‌الله | آری            | ۱۰۵ از ۲۴۱ (۴۴٪) |
| آرای باطله | آرای باطله | آرای باطله        | آرای باطله                     | آرای باطله     | آرای باطله   | آرای باطله     | ۴ از ۲۴۱ (۲٪)    |

| ر.         | نامزد      | نامزد             | حوزهٔ انتخابیه                  | حزب            | فراکسیون     | حمایت فراکسیون | تعداد آراء       |
| ---------- | ---------- | ----------------- | ------------------------------ | -------------- | ------------ | -------------- | ---------------- |
| ۱          |            | علی‌اکبر ناطق نوری | تهران، ری، شمیرانات و اسلامشهر | روحانیت مبارز  | حزب‌الله      | آری            | ۱۴۶ از ۲۴۰ (۶۱٪) |
| ۲          |            | عبدالله نوری      | تهران، ری، شمیرانات و اسلامشهر | روحانیون مبارز | مجمع حزب‌الله | آری            | ۹۲ از ۲۴۰ (۳۸٪)  |
| آرای باطله | آرای باطله | آرای باطله        | آرای باطله                     | آرای باطله     | آرای باطله   | آرای باطله     | ۲ از ۲۴۰ (۰٫۸٪)  |

| ر.         | نامزد      | نامزد             | حوزهٔ انتخابیه                  | حزب           | فراکسیون   | حمایت فراکسیون | تعداد آراء       |
| ---------- | ---------- | ----------------- | ------------------------------ | ------------- | ---------- | -------------- | ---------------- |
| ۱          |            | علی‌اکبر ناطق نوری | تهران، ری، شمیرانات و اسلامشهر | روحانیت مبارز | حزب‌الله    | آری            | ۲۱۱ از ۲۴۳ (۸۷٪) |
| آرای باطله | آرای باطله | آرای باطله        | آرای باطله                     | آرای باطله    | آرای باطله | آرای باطله     | ۳۲ از ۲۴۳ (۱۳٪)  |

| ر.         | نامزد      | نامزد             | حوزهٔ انتخابیه                  | حزب            | فراکسیون     | حمایت فراکسیون | تعداد آراء       |
| ---------- | ---------- | ----------------- | ------------------------------ | -------------- | ------------ | -------------- | ---------------- |
| ۱          |            | علی‌اکبر ناطق نوری | تهران، ری، شمیرانات و اسلامشهر | روحانیت مبارز  | حزب‌الله      | آری            | ۱۶۵ از ۲۵۸ (۶۴٪) |
| ۲          |            | مجید انصاری       | تهران، ری، شمیرانات و اسلامشهر | روحانیون مبارز | مجمع حزب‌الله | آری            | ۸۴ از ۲۵۸ (۳۳٪)  |
| آرای باطله | آرای باطله | آرای باطله        | آرای باطله                     | آرای باطله     | آرای باطله   | آرای باطله     | ۹ از ۲۵۸ (۳٪)    |

| ر.         | نامزد      | نامزد             | حوزهٔ انتخابیه                  | حزب            | فراکسیون     | حمایت فراکسیون | تعداد آراء       |
| ---------- | ---------- | ----------------- | ------------------------------ | -------------- | ------------ | -------------- | ---------------- |
| ۱          |            | علی‌اکبر ناطق نوری | تهران، ری، شمیرانات و اسلامشهر | روحانیت مبارز  | حزب‌الله      | آری            | ۱۶۱ از ۲۴۶ (۶۵٪) |
| ۲          |            | مجید انصاری       | تهران، ری، شمیرانات و اسلامشهر | روحانیون مبارز | مجمع حزب‌الله | آری            | ۸۵ از ۲۴۶ (۳۵٪)  |
| آرای باطله | آرای باطله | آرای باطله        | آرای باطله                     | آرای باطله     | آرای باطله   | آرای باطله     | ۰ از ۲۴۶ (۰٪)    |

## دوره ششم
| ر.         | نامزد      | نامزد      | حوزهٔ انتخابیه                  | حزب            | فراکسیون   | حمایت فراکسیون | تعداد آراء       |
| ---------- | ---------- | ---------- | ------------------------------ | -------------- | ---------- | -------------- | ---------------- |
| ۱          |            | مهدی کروبی | تهران، ری، شمیرانات و اسلامشهر | روحانیون مبارز | دوم خرداد  | آری            | ۱۸۶ از ۲۵۱ (۷۴٪) |
| آرای باطله | آرای باطله | آرای باطله | آرای باطله                     | آرای باطله     | آرای باطله | آرای باطله     | ۶۳ از ۲۵۱ (۲۵٪)  |

| ر.         | نامزد      | نامزد      | حوزهٔ انتخابیه                  | حزب            | فراکسیون   | حمایت فراکسیون | تعداد آراء       |
| ---------- | ---------- | ---------- | ------------------------------ | -------------- | ---------- | -------------- | ---------------- |
| ۱          |            | مهدی کروبی | تهران، ری، شمیرانات و اسلامشهر | روحانیون مبارز | دوم خرداد  | آری            | ۱۹۳ از ۲۴۵ (۷۹٪) |
| آرای باطله | آرای باطله | آرای باطله | آرای باطله                     | آرای باطله     | آرای باطله | آرای باطله     | ۵۲ از ۲۴۵ (۲۱٪)  |

| ر.         | نامزد      | نامزد      | حوزهٔ انتخابیه                  | حزب            | فراکسیون   | حمایت فراکسیون | تعداد آراء       |
| ---------- | ---------- | ---------- | ------------------------------ | -------------- | ---------- | -------------- | ---------------- |
| ۱          |            | مهدی کروبی | تهران، ری، شمیرانات و اسلامشهر | روحانیون مبارز | دوم خرداد  | آری            | ۲۱۵ از ۲۳۸ (۹۰٪) |
| آرای باطله | آرای باطله | آرای باطله | آرای باطله                     | آرای باطله     | آرای باطله | آرای باطله     | ۲۳ از ۲۳۸ (۱۰٪)  |

| ر.         | نامزد      | نامزد      | حوزهٔ انتخابیه                  | حزب            | فراکسیون   | حمایت فراکسیون | تعداد آراء       |
| ---------- | ---------- | ---------- | ------------------------------ | -------------- | ---------- | -------------- | ---------------- |
| ۱          |            | مهدی کروبی | تهران، ری، شمیرانات و اسلامشهر | روحانیون مبارز | دوم خرداد  | آری            | ۲۲۱ از ۲۴۹ (۸۹٪) |
| آرای باطله | آرای باطله | آرای باطله | آرای باطله                     | آرای باطله     | آرای باطله | آرای باطله     | ۲۸ از ۲۴۹ (۱۱٪)  |

| ر.         | نامزد      | نامزد      | حوزهٔ انتخابیه                  | حزب            | فراکسیون   | حمایت فراکسیون | تعداد آراء       |
| ---------- | ---------- | ---------- | ------------------------------ | -------------- | ---------- | -------------- | ---------------- |
| ۱          |            | مهدی کروبی | تهران، ری، شمیرانات و اسلامشهر | روحانیون مبارز | دوم خرداد  | آری            | ۲۱۰ از ۲۲۲ (۹۵٪) |
| آرای باطله | آرای باطله | آرای باطله | آرای باطله                     | آرای باطله     | آرای باطله | آرای باطله     | ۱۲ از ۲۲۲ (۵٪)   |

## دوره هفتم
| ر.         | نامزد      | نامزد             | حوزهٔ انتخابیه                  | حزب        | فراکسیون       | حمایت فراکسیون | تعداد آراء       |
| ---------- | ---------- | ----------------- | ------------------------------ | ---------- | -------------- | -------------- | ---------------- |
| ۱          |            | غلامعلی حداد عادل | تهران، ری، شمیرانات و اسلامشهر | —          | اصول‌گرایان     | آری            | ۱۹۶ از ۲۶۷ (۷۳٪) |
| ۲          |            | حسن سبحانی        | دامغان                         | —          | وفاق و کارآمدی | نه             | ۵۵ از ۲۶۷ (۲۱٪)  |
| آرای باطله | آرای باطله | آرای باطله        | آرای باطله                     | آرای باطله | آرای باطله     | آرای باطله     | ۱۶ از ۲۶۷ (۶٪)   |

| ر.         | نامزد      | نامزد             | حوزهٔ انتخابیه                  | حزب        | فراکسیون   | حمایت فراکسیون | تعداد آراء       |
| ---------- | ---------- | ----------------- | ------------------------------ | ---------- | ---------- | -------------- | ---------------- |
| ۱          |            | غلامعلی حداد عادل | تهران، ری، شمیرانات و اسلامشهر | —          | اصول‌گرایان | آری            | ۲۲۶ از ۲۵۹ (۸۷٪) |
| آرای باطله | آرای باطله | آرای باطله        | آرای باطله                     | آرای باطله | آرای باطله | آرای باطله     | ۳۳ از ۲۵۹ (۱۳٪)  |

| ر.         | نامزد      | نامزد             | حوزهٔ انتخابیه                  | حزب        | فراکسیون       | حمایت فراکسیون | تعداد آراء       |
| ---------- | ---------- | ----------------- | ------------------------------ | ---------- | -------------- | -------------- | ---------------- |
| ۱          |            | غلامعلی حداد عادل | تهران، ری، شمیرانات و اسلامشهر | —          | اصول‌گرایان     | آری            | ۱۶۰ از ۲۵۵ (۶۳٪) |
| ۲          |            | حسن سبحانی        | دامغان                         | —          | وفاق و کارآمدی | نه             | ۸۶ از ۲۵۵ (۳۴٪)  |
| آرای باطله | آرای باطله | آرای باطله        | آرای باطله                     | آرای باطله | آرای باطله     | آرای باطله     | ۹ از ۲۵۵ (۴٪)    |

| ر.         | نامزد      | نامزد             | حوزهٔ انتخابیه                  | حزب        | فراکسیون       | حمایت فراکسیون | تعداد آراء       |
| ---------- | ---------- | ----------------- | ------------------------------ | ---------- | -------------- | -------------- | ---------------- |
| ۱          |            | غلامعلی حداد عادل | تهران، ری، شمیرانات و اسلامشهر | —          | اصول‌گرایان     | آری            | ۱۵۰ از ۲۵۷ (۵۸٪) |
| ۲          |            | حسن سبحانی        | دامغان                         | —          | وفاق و کارآمدی | نه             | ۹۷ از ۲۵۷ (۳۸٪)  |
| آرای باطله | آرای باطله | آرای باطله        | آرای باطله                     | آرای باطله | آرای باطله     | آرای باطله     | ۱۰ از ۲۵۷ (۴٪)   |

| ر.         | نامزد      | نامزد             | حوزهٔ انتخابیه                  | حزب        | فراکسیون       | حمایت فراکسیون | تعداد آراء       |
| ---------- | ---------- | ----------------- | ------------------------------ | ---------- | -------------- | -------------- | ---------------- |
| ۱          |            | غلامعلی حداد عادل | تهران، ری، شمیرانات و اسلامشهر | —          | اصول‌گرایان     | آری            | ۱۷۰ از ۲۶۳ (۶۵٪) |
| ۲          |            | حسن سبحانی        | دامغان                         | —          | وفاق و کارآمدی | نه             | ۸۵ از ۲۶۳ (۳۲٪)  |
| آرای باطله | آرای باطله | آرای باطله        | آرای باطله                     | آرای باطله | آرای باطله     | آرای باطله     | ۸ از ۲۶۳ (۳٪)    |

## دوره هشتم
| ر.         | نامزد      | نامزد        | حوزهٔ انتخابیه | حزب        | فراکسیون   | حمایت فراکسیون | تعداد آراء       |
| ---------- | ---------- | ------------ | ------------- | ---------- | ---------- | -------------- | ---------------- |
| ۱          |            | علی لاریجانی | قم            | —          | اصول‌گرایان | آری            | ۲۳۲ از ۲۶۳ (۸۸٪) |
| آرای باطله | آرای باطله | آرای باطله   | آرای باطله    | آرای باطله | آرای باطله | آرای باطله     | ۳۱ از ۲۶۳ (۱۲٪)  |

| ر.         | نامزد      | نامزد        | حوزهٔ انتخابیه | حزب        | فراکسیون   | حمایت فراکسیون | تعداد آراء       |
| ---------- | ---------- | ------------ | ------------- | ---------- | ---------- | -------------- | ---------------- |
| ۱          |            | علی لاریجانی | قم            | —          | اصول‌گرایان | آری            | ۲۳۷ از ۲۵۹ (۹۲٪) |
| آرای باطله | آرای باطله | آرای باطله   | آرای باطله    | آرای باطله | آرای باطله | آرای باطله     | ۲۲ از ۲۵۹ (۸٪)   |

| ر.         | نامزد      | نامزد        | حوزهٔ انتخابیه | حزب        | فراکسیون   | حمایت فراکسیون | تعداد آراء       |
| ---------- | ---------- | ------------ | ------------- | ---------- | ---------- | -------------- | ---------------- |
| ۱          |            | علی لاریجانی | قم            | —          | اصول‌گرایان | آری            | ۲۱۶ از ۲۴۱ (۹۰٪) |
| آرای باطله | آرای باطله | آرای باطله   | آرای باطله    | آرای باطله | آرای باطله | آرای باطله     | ۲۵ از ۲۴۱ (۱۰٪)  |

| ر.         | نامزد      | نامزد        | حوزهٔ انتخابیه | حزب        | فراکسیون   | حمایت فراکسیون | تعداد آراء       |
| ---------- | ---------- | ------------ | ------------- | ---------- | ---------- | -------------- | ---------------- |
| ۱          |            | علی لاریجانی | قم            | —          | اصول‌گرایان | آری            | ۲۱۴ از ۲۵۸ (۸۳٪) |
| آرای باطله | آرای باطله | آرای باطله   | آرای باطله    | آرای باطله | آرای باطله | آرای باطله     | ۴۴ از ۲۵۸ (۱۷٪)  |

| ر.         | نامزد      | نامزد        | حوزهٔ انتخابیه | حزب        | فراکسیون   | حمایت فراکسیون | تعداد آراء       |
| ---------- | ---------- | ------------ | ------------- | ---------- | ---------- | -------------- | ---------------- |
| ۱          |            | علی لاریجانی | قم            | —          | اصول‌گرایان | آری            | ۲۱۲ از ۲۴۴ (۸۷٪) |
| آرای باطله | آرای باطله | آرای باطله   | آرای باطله    | آرای باطله | آرای باطله | آرای باطله     | ۳۲ از ۲۴۴ (۱۳٪)  |

## دوره نهم
| ر.         | نامزد      | نامزد             | حوزهٔ انتخابیه                  | حزب        | فراکسیون     | حمایت فراکسیون | تعداد آراء       |
| ---------- | ---------- | ----------------- | ------------------------------ | ---------- | ------------ | -------------- | ---------------- |
| ۱          |            | علی لاریجانی      | قم                             | —          | رهروان ولایت | آری            | ۱۷۳ از ۲۷۵ (۶۳٪) |
| ۲          |            | غلامعلی حداد عادل | تهران، ری، شمیرانات و اسلامشهر | —          | اصول‌گرایان   | آری            | ۱۰۰ از ۲۷۵ (۳۶٪) |
| آرای باطله | آرای باطله | آرای باطله        | آرای باطله                     | آرای باطله | آرای باطله   | آرای باطله     | ۲ از ۲۷۵ (۰٫۷٪)  |

| ر.         | نامزد      | نامزد             | حوزهٔ انتخابیه                  | حزب        | فراکسیون     | حمایت فراکسیون | تعداد آراء       |
| ---------- | ---------- | ----------------- | ------------------------------ | ---------- | ------------ | -------------- | ---------------- |
| ۱          |            | علی لاریجانی      | قم                             | —          | رهروان ولایت | آری            | ۱۷۷ از ۲۷۰ (۶۶٪) |
| ۲          |            | غلامعلی حداد عادل | تهران، ری، شمیرانات و اسلامشهر | —          | اصول‌گرایان   | آری            | ۸۹ از ۲۷۰ (۳۳٪)  |
| آرای باطله | آرای باطله | آرای باطله        | آرای باطله                     | آرای باطله | آرای باطله   | آرای باطله     | ۴ از ۲۷۰ (۱٪)    |

| ر.         | نامزد      | نامزد                | حوزهٔ انتخابیه | حزب        | فراکسیون     | حمایت فراکسیون | تعداد آراء       |
| ---------- | ---------- | -------------------- | ------------- | ---------- | ------------ | -------------- | ---------------- |
| ۱          |            | علی لاریجانی         | قم            | —          | رهروان ولایت | آری            | ۲۱۳ از ۲۵۲ (۸۵٪) |
| ۲          |            | احمد بخشایش اردستانی | اردستان       | —          | رهروان ولایت | نه             | ۱۳ از ۲۵۲ (۵٪)   |
| آرای باطله | آرای باطله | آرای باطله           | آرای باطله    | آرای باطله | آرای باطله   | آرای باطله     | ۲۶ از ۲۵۲ (۱۰٪)  |

| ر.         | نامزد      | نامزد                | حوزهٔ انتخابیه | حزب        | فراکسیون     | حمایت فراکسیون | تعداد آراء       |
| ---------- | ---------- | -------------------- | ------------- | ---------- | ------------ | -------------- | ---------------- |
| ۱          |            | علی لاریجانی         | قم            | —          | رهروان ولایت | آری            | ۱۸۷ از ۲۶۴ (۷۱٪) |
| ۲          |            | احمد بخشایش اردستانی | اردستان       | —          | رهروان ولایت | نه             | ۳۲ از ۲۶۴ (۱۲٪)  |
| ۳          |            | بهرام بیرانوند       | بروجرد        | جانبازان   | اصول‌گرایان   | نه             | ۲۶ از ۲۶۴ (۱۰٪)  |
| آرای باطله | آرای باطله | آرای باطله           | آرای باطله    | آرای باطله | آرای باطله   | آرای باطله     | ۱۹ از ۲۶۴ (۷٪)   |

| ر.         | نامزد      | نامزد           | حوزهٔ انتخابیه                  | حزب        | فراکسیون     | حمایت فراکسیون | تعداد آراء       |
| ---------- | ---------- | --------------- | ------------------------------ | ---------- | ------------ | -------------- | ---------------- |
| ۱          |            | علی لاریجانی    | قم                             | —          | رهروان ولایت | آری            | ۲۰۵ از ۲۶۳ (۷۸٪) |
| ۲          |            | روح‌الله حسینیان | تهران، ری، شمیرانات و اسلامشهر | پایداری    | اصول‌گرایان   | نه             | ۳۶ از ۲۶۳ (۱۴٪)  |
| آرای باطله | آرای باطله | آرای باطله      | آرای باطله                     | آرای باطله | آرای باطله   | آرای باطله     | ۲۲ از ۲۶۳ (۸٪)   |

## دوره دهم
| ر.         | نامزد      | نامزد        | حوزهٔ انتخابیه                         | حزب        | فراکسیون   | حمایت فراکسیون | تعداد آراء       |
| ---------- | ---------- | ------------ | ------------------------------------- | ---------- | ---------- | -------------- | ---------------- |
| ۱          |            | علی لاریجانی | قم                                    | —          | ولایت      | آری            | ۱۷۳ از ۲۸۱ (۶۲٪) |
| ۲          |            | محمدرضا عارف | تهران، ری، شمیرانات، اسلامشهر و پردیس | —          | امید       | آری            | ۱۰۳ از ۲۸۱ (۳۷٪) |
| آرای باطله | آرای باطله | آرای باطله   | آرای باطله                            | آرای باطله | آرای باطله | آرای باطله     | ۵ از ۲۸۱ (۲٪)    |

| ر.         | نامزد      | نامزد          | حوزهٔ انتخابیه                         | حزب        | فراکسیون   | حمایت فراکسیون | تعداد آراء       |
| ---------- | ---------- | -------------- | ------------------------------------- | ---------- | ---------- | -------------- | ---------------- |
| ۱          |            | علی لاریجانی   | قم                                    | —          | ولایت      | آری            | ۲۳۷ از ۲۷۶ (۸۶٪) |
| ۲          |            | مصطفی کواکبیان | تهران، ری، شمیرانات، اسلامشهر و پردیس | مردم‌سالاری | امید       | نه             | ۱۱ از ۲۷۶ (۴٪)   |
| آرای باطله | آرای باطله | آرای باطله     | آرای باطله                            | آرای باطله | آرای باطله | آرای باطله     | ۲۸ از ۲۷۶ (۱۰٪)  |

| ر.         | نامزد      | نامزد        | حوزهٔ انتخابیه | حزب        | فراکسیون   | حمایت فراکسیون | تعداد آراء       |
| ---------- | ---------- | ------------ | ------------- | ---------- | ---------- | -------------- | ---------------- |
| ۱          |            | علی لاریجانی | قم            | —          | ولایت      | آری            | ۲۰۴ از ۲۶۸ (۷۶٪) |
| آرای باطله | آرای باطله | آرای باطله   | آرای باطله    | آرای باطله | آرای باطله | آرای باطله     | ۶۴ از ۲۶۸ (۲۴٪)  |

| ر.         | نامزد      | نامزد              | حوزهٔ انتخابیه                         | حزب        | فراکسیون      | حمایت فراکسیون | تعداد آراء (۱)   | تعداد آراء (۲)         |
| ---------- | ---------- | ------------------ | ------------------------------------- | ---------- | ------------- | -------------- | ---------------- | ---------------------- |
| ۱          |            | علی لاریجانی       | قم                                    | —          | مستقلان ولایی | آری            | ۱۰۱ از ۲۷۲ (۳۷٪) | ۱۴۷ از ۲۷۹ (۵۳٪)       |
| ۲          |            | محمدرضا عارف       | تهران، ری، شمیرانات، اسلامشهر و پردیس | —          | امید          | آری            | ۱۱۴ از ۲۷۲ (۴۲٪) | ۱۲۳ از ۲۷۹ (۴۴٪)       |
| ۳          |            | حمیدرضا حاجی‌بابایی | همدان و فامنین                        | —          | ولایی         | آری            | ۵۴ از ۲۷۲ (۲۰٪)  | انصراف به نفع لاریجانی |
| آرای باطله | آرای باطله | آرای باطله         | آرای باطله                            | آرای باطله | آرای باطله    | آرای باطله     | ۳ از ۲۷۲ (۱٪)    | ۹ از ۲۷۹ (۳٪)          |

| ر.         | نامزد      | نامزد              | حوزهٔ انتخابیه                         | حزب        | فراکسیون      | حمایت فراکسیون | تعداد آراء       |
| ---------- | ---------- | ------------------ | ------------------------------------- | ---------- | ------------- | -------------- | ---------------- |
| ۱          |            | علی لاریجانی       | قم                                    | —          | مستقلان ولایی | آری            | ۱۵۵ از ۲۷۴ (۵۷٪) |
| ۲          |            | محمدرضا عارف       | تهران، ری، شمیرانات، اسلامشهر و پردیس | —          | امید          | آری            | ۱۰۵ از ۲۷۴ (۳۸٪) |
| ۳          |            | سید محمدجواد ابطحی | خمینی‌شهر                              | پایداری    | ولایی         | نه             | ۹ از ۲۷۴ (۳٪)    |
| آرای باطله | آرای باطله | آرای باطله         | آرای باطله                            | آرای باطله | آرای باطله    | آرای باطله     | ۵ از ۲۷۴ (۲٪)    |

## دوره یازدهم
| ر.         | نامزد      | نامزد              | حوزهٔ انتخابیه                         | حزب            | فراکسیون      | حمایت فراکسیون | تعداد آراء       |
| ---------- | ---------- | ------------------ | ------------------------------------- | -------------- | ------------- | -------------- | ---------------- |
| ۱          |            | محمدباقر قالیباف   | تهران، ری، شمیرانات، اسلامشهر و پردیس | پیشرفت و عدالت | انقلاب اسلامی | آری            | ۲۳۰ از ۲۶۷ (۸۶٪) |
| ۲          |            | فریدون عباسی دوانی | کازرون و کوه‌چنار                      | —              | انقلاب اسلامی | نه             | ۱۷ از ۲۶۷ (۶٪)   |
| ۳          |            | سید مصطفی میرسلیم  | تهران، ری، شمیرانات، اسلامشهر و پردیس | مؤتلفه         | انقلاب اسلامی | نه             | ۱۲ از ۲۶۷ (۴٪)   |
| آرای باطله | آرای باطله | آرای باطله         | آرای باطله                            | آرای باطله     | آرای باطله    | آرای باطله     | ۸ از ۲۶۷ (۳٪)    |

| ر.         | نامزد      | نامزد              | حوزهٔ انتخابیه                         | حزب            | فراکسیون      | حمایت فراکسیون | تعداد آراء       |
| ---------- | ---------- | ------------------ | ------------------------------------- | -------------- | ------------- | -------------- | ---------------- |
| ۱          |            | محمدباقر قالیباف   | تهران، ری، شمیرانات، اسلامشهر و پردیس | پیشرفت و عدالت | انقلاب اسلامی | آری            | ۲۳۰ از ۲۶۲ (۸۸٪) |
| ۲          |            | فریدون عباسی دوانی | کازرون و کوه‌چنار                      | —              | انقلاب اسلامی | نه             | ۱۸ از ۲۶۲ (۷٪)   |
| آرای باطله | آرای باطله | آرای باطله         | آرای باطله                            | آرای باطله     | آرای باطله    | آرای باطله     | ۱۴ از ۲۶۲ (۵٪)   |

| ر.         | نامزد      | نامزد              | حوزهٔ انتخابیه                         | حزب            | فراکسیون      | حمایت فراکسیون | تعداد آراء       |
| ---------- | ---------- | ------------------ | ------------------------------------- | -------------- | ------------- | -------------- | ---------------- |
| ۱          |            | محمدباقر قالیباف   | تهران، ری، شمیرانات، اسلامشهر و پردیس | پیشرفت و عدالت | انقلاب اسلامی | آری            | ۱۹۴ از ۲۸۱ (۶۹٪) |
| ۲          |            | مرتضی آقاتهرانی    | تهران، ری، شمیرانات، اسلامشهر و پردیس | پایداری        | انقلاب اسلامی | نه             | ۵۳ از ۲۸۱ (۱۹٪)  |
| ۳          |            | الیاس نادران       | تهران، ری، شمیرانات، اسلامشهر و پردیس | رهپویان        | انقلاب اسلامی | نه             | ۲۱ از ۲۸۱ (۷٪)   |
| ۴          |            | فریدون عباسی دوانی | کازرون و کوه‌چنار                      | —              | انقلاب اسلامی | نه             | ۳ از ۲۸۱ (۱٪)    |
| آرای باطله | آرای باطله | آرای باطله         | آرای باطله                            | آرای باطله     | آرای باطله    | آرای باطله     | ۱۰ از ۲۸۱ (۴٪)   |

| ر.         | نامزد      | نامزد              | حوزهٔ انتخابیه                         | حزب            | فراکسیون      | حمایت فراکسیون | تعداد آراء       |
| ---------- | ---------- | ------------------ | ------------------------------------- | -------------- | ------------- | -------------- | ---------------- |
| ۱          |            | محمدباقر قالیباف   | تهران، ری، شمیرانات، اسلامشهر و پردیس | پیشرفت و عدالت | انقلاب اسلامی | آری            | ۲۱۰ از ۲۶۴ (۸۰٪) |
| ۲          |            | الیاس نادران       | تهران، ری، شمیرانات، اسلامشهر و پردیس | رهپویان        | انقلاب اسلامی | نه             | ۴۷ از ۲۶۴ (۱۸٪)  |
| ۳          |            | فریدون عباسی دوانی | کازرون و کوه‌چنار                      | —              | انقلاب اسلامی | نه             | ۷ از ۲۶۴ (۳٪)    |
| آرای باطله | آرای باطله | آرای باطله         | آرای باطله                            | آرای باطله     | آرای باطله    | آرای باطله     | ۰ از ۲۶۴ (۰٪)    |

## دوره دوازدهم
| ر.         | نامزد      | نامزد            | حوزهٔ انتخابیه                         | حزب            | فراکسیون      | حمایت فراکسیون | تعداد آراء       |
| ---------- | ---------- | ---------------- | ------------------------------------- | -------------- | ------------- | -------------- | ---------------- |
| ۱          |            | محمدباقر قالیباف | تهران، ری، شمیرانات، اسلامشهر و پردیس | پیشرفت و عدالت | انقلاب اسلامی | —              | ۱۹۸ از ۲۸۷ (۶۹٪) |
| ۲          |            | مجتبی ذوالنوری   | قم، کهک و جعفرآباد                    | پایداری        | انقلاب اسلامی | —              | ۶۰ از ۲۸۷ (۲۱٪)  |
| ۳          |            | منوچهر متکی      | تهران، ری، شمیرانات، اسلامشهر و پردیس | کانون هند      | انقلاب اسلامی | —              | ۵ از ۲۸۷ (۲٪)    |
| آرای باطله | آرای باطله | آرای باطله       | آرای باطله                            | آرای باطله     | آرای باطله    | آرای باطله     | ۲۴ از ۲۸۷ (۸٪)   |

| ر.         | نامزد      | نامزد                | حوزهٔ انتخابیه                         | حزب            | فراکسیون      | حمایت فراکسیون | تعداد آراء            |
| ---------- | ---------- | -------------------- | ------------------------------------- | -------------- | ------------- | -------------- | --------------------- |
| ۱          |            | محمدباقر قالیباف     | تهران، ری، شمیرانات، اسلامشهر و پردیس | پیشرفت و عدالت | انقلاب اسلامی | آری            | ۲۱۹ از ۲۷۲ (۸۱٪)      |
| ۲          |            | احمد راستینه هفشجانی | شهرکرد، فرخشهر، بن و سامان            | پایداری        | انقلاب اسلامی | نه             | ۳۶ از ۲۷۲ (۱۳٪)       |
| ۳          |            | هادی قوامی           | اسفراین                               | —              | انقلاب اسلامی | —              | انصراف به نفع قالیباف |
| آرای باطله | آرای باطله | آرای باطله           | آرای باطله                            | آرای باطله     | آرای باطله    | آرای باطله     | ۱۷ از ۲۷۲ (۶٪)        |